# Gesprekken van Confucius
Gesprekken van Confucius (Lunyu) is een verzameling van 499 uitspraken van Confucius. Behalve uitspraken bevat het werk ook anekdotes over Confucius en dialogen die hij met zijn leerlingen zou hebben gevoerd. De tekst wordt sinds de Han-dynastie tot de Confucianistische Klassieken gerekend en sinds 1190 tot de Vier Boeken. Vanaf dat moment werd het boek een van de meest bestudeerde, meest becommentarieerde en daarmee ook een van de invloedrijkste werken uit de Chinese geschiedenis.

## Positie binnen de Confucianistische canon
De Gesprekken behoorden sinds de Han-dynastie tot de Confucianistische Klassieken. Vanaf de Tang-dynastie werd het werk, samen met het Boek van de kinderlijke gehoorzaamheid beschouwd als inleiding op de studie van de Vijf Klassieken. In 1190 werden de Lunyu samen met de Mencius, de Grote Leer en de Doctrine van het Midden door Zhu Xi geplaatst in de canon van de Vier Boeken. Zij vormden een inleiding op het (Neo)-Confucianisme en waren tussen 1313 en 1905 verplichte leerstof voor iedereen die wilde deelnemen aan de ambtenarenexamens.

## Ontstaan

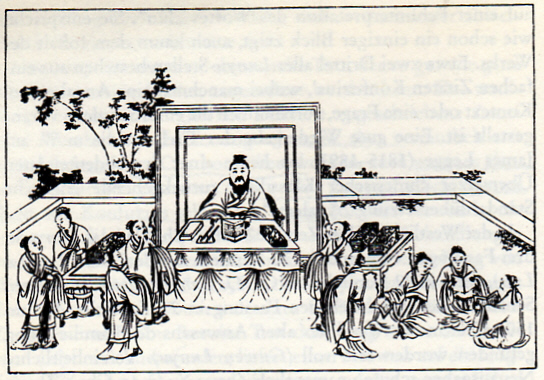
Confucius en zijn leerlingen

In het werk worden Confucius en zijn leerlingen aangeduid met zi (子, meester, leraar). Dit betekent dat het werk in ieder geval pas enkele decennia en mogelijk zelfs enkele generaties na de dood van Confucius moet zijn samengesteld. Volgens de traditie gebeurde dit doordat leerlingen van Confucius hun aantekeningen met elkaar vergeleken. Materiaal dat in eerste instantie niet werd gebruikt zou zijn verzameld in een tweede werk, de Jiayu (家語, 'Vertogen uit de school'). Een later werk met dezelfde titel, Kongzi jiayu (孔子家語, Vertogen uit de school van Confucius), samengesteld door Wang Su (王肅, ...-256 na Chr.), wordt nu algemeen beschouwd als een vervalsing.
Gedurende de Han-dynastie werd de Lunyu toegeschreven aan directe leerlingen van Confucius, waaronder Zixia (子夏), Ziyou, 子輿) en Zhong Gong (仲弓). Tijdens de Tang-dynastie meende men dat het werk was samengesteld door leerlingen van de tweede generatie, waaronder Zengzi (曾子) en Youzi (有子). Latere Chinese wetenschappers, zoals Cui Shu (崔述, 1740-1816), bemerkten tegenstrijdigheden in de tekst. Zo staat hertog Ai van Lu (Lu Aigong, 魯哀公, 494-467) in 'Gesprekken' 6.3 met zijn postume naam vermeld, hoewel hij elf jaar later zou overlijden dan Confucius. Cui Shu concludeerde dan ook dat het werk meerdere lagen kende en moest zijn geschreven door een aantal, verder anonieme auteurs.
Ernest en Takeko Brooks hebben geprobeerd elk hoofdstuk apart te dateren. Zij stelden in hun boek The Original Analects dat het oudste hoofdstuk afkomstig was uit 479 v.Chr., het jaar waarin Confucius was gestorven, terwijl het meest recente hoofdstuk uit 249 v.Chr. zou stammen. De lengte van deze periode maakte het volgens hen onmogelijk om alle uitspraken daadwerkelijk aan Confucius toe te schrijven.

## Ontwikkeling

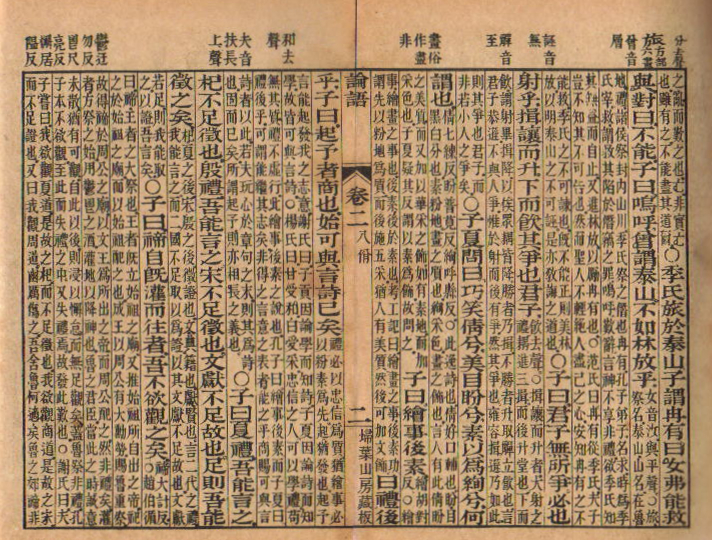
Pagina uit de 'Gesprekken van Confucius'

Gedurende de vroege Han-tijd bestonden er zowel nieuwe tekst (jinwen) als oude tekst versies (guwen) van de Gesprekken:
- Er waren twee nieuwe tekst versies, de Qi Lunyu (齊論語), afkomstig uit de staat Qi met 22 pian en de Lu Lunyu (魯論語), afkomstig uit de staat Lu (de geboortestaat van Confucius), met 20 pian. De Qi Lunyu bevatte twee extra hoofdstukken, getiteld Wen wang (問王, Vragen aan de Koning) en Zhi dao (知道, De Weg kennen).
- De oude tekst versie zou volgens de traditie samen met versies van de Shujing, Liji en Xiaojing zijn gevonden in een muur van het huis van Confucius toen dat rond 130 v.Chr. werd gerestaureerd. Dit was de Gu Lunyu (古論語, 21 pian). Het verschillend aantal hoofdstukken werd veroorzaakt doordat het laatste hoofdstuk van de Lu Lunyu bij de Gu Lunyu in twee delen was gesplitst. Volgens Huan Tan (桓譚, 43 v. Chr – 28 na Chr.) zaten er verder in de oude tekst 400 andere karakters dan in de nieuwe tekst.

De basis voor de huidige versie van de Gesprekken werd gelegd door Zhang Yu (張禹, d. 5 v.Chr.). Hij was de samensteller van een uitgave op basis van de beide nieuwe-tekst uitgaven, waarbij de twee extra hoofdstukken van de Qi tekst werden weggelaten. Omdat Zhang Yu tevens leraar was van keizer Cheng (51-7 v. Chr) en daarom werd benoemd tot 'markies' van Anchang (安昌), staat zijn versie bekend als de Gesprekken (in de versie) van markies Zhang (Zhanghou lun, 張侯論).
Gedurende de Oostelijke Han werd door Zheng Xuan (127-200) een versie van de Gesprekken samengesteld gebaseerd op zowel de nieuwe tekst als de oude tekst versies. Hij nam de Lu tekst als uitgangspunt. In 242 werd deze uitgave met de tot dan toe belangrijkste commentaren door He Yan (何晏, 190-249) gecombineerd tot de Lunyu jijie (論語集, Verzamelde uitleg van de Lunyu).
Toen Zhu Xi in 1190 zijn Vier Boeken als inleiding op het Confucianisme samenstelde, schreef hij voor de gehele canon een commentaar, de sishu jizhu (四書集註, Verzameling van Commentaren op de Vier Boeken). Sinds 1313 diende iedereen die mee wilde doen aan de ambtenarenexamens de Vier Boeken te bestuderen. In 1415 werden de commentaren van Zhu Xi op de Vier Boeken integraal aan de leerstof toegevoegd. De Lunyu in de neoconfucianistische interpretatie van Zhu Xi behield zo tot 1905 zijn vooraanstaande positie in de Confucianistische canon.

## Indeling
De huidige versie van de Gesprekken bestaat uit 20 hoofdstukken (pian). De titel van elk hoofdstuk wordt gevormd door twee karakters uit de eerste zin en verwijst niet naar datgene wat in het hoofdstuk wordt behandeld. Elk hoofdstuk bestaat uit twee helften, die elk weer bestaan uit secties (zhang 章), in totaal 499. Noch in de volgorde van de hoofdstukken noch in die van de secties is sprake van enige systematiek, ze lijken willekeurig achter elkaar te zijn geplaatst.
| Nr  | Titel                | Vertaling                           | Opmerkingen                                                                                            |
| --- | -------------------- | ----------------------------------- | --- |
| 1.  | Xue Er, 學而         | het bestuderen                      | |
| 2.  | Wei Zheng, 為政      | uitoefenen van regeringsmacht       | |
| 3.  | Ba Yi, 八佾          | acht rijen van elk acht dansers     | |
| 4.  | Li Ren, 里仁         | leven te midden van de goedaardigen | |
| 5.  | Gongye Chang, 公冶長 | Gongye Chang                        | Leerling van Confucius.                                                                                |
| 6.  | Yong Ye, 雍也        | daar is Yong                        | Bedoeld is Ran Gong (冉雍), omgangsnaam Zhou Gong (仲弓), een leerling van Confucius.                  |
| 7.  | Shue Er, 述而        | doorgeven                           | doorgeven en niet (zelf) uitvinden.                                                                    |
| 8.  | Taibo, 泰伯          | Taibo ('graaf' Tai)                 | De oudste zoon van koning Tai (周太王), de overgrootvader van koning Wu (周武王) van de Zhou-dynastie. |
| 9.  | Zi Han, 子罕         | waar de meester zelden over sprak   | Confucius sprak zelden over winst.                                                                     |
| 10. | Xiang Dang, 鄉黨     | binnen de 'xiang' en de 'dang'      | 'Xiang' was een nederzetting met 12.500 families, een 'dang' omvatte 500 families.                     |
| 11. | Xian Jin, 先進       | Degenen van voorafgaande tijdperken | de voorafgaande generaties.                                                                            |
| 12. | Yan Yuan, 顏淵       | Yan Yuan                            | Yan Hui (顏回), omgangsnaam Zi Yuan (子淵), was een leerling van Confucius.                            |
| 13. | Zilu, 子路           | Zilu                                | Leerling van Confucius.                                                                                |
| 14. | Xian Wen, 憲問       | Xian vroeg                          | Yuan Xian (原憲), ook wel Yuan Si (原思), omgangsnaam Zisi (子思), was een leerling van Confucius.     |
| 15. | Wei Linggong, 衛靈公 | hertog Ling van Wei                 | Regeerde 534-493 v.Chr. over Wei.                                                                      |
| 16. | Ji Shi, 季氏         | hoofd van de Ji-clan                | Bedoeld is Ji Sun (季孙), functionaris uit een van de belangrijkste families in Lu.                    |
| 17. | Yang Huo, 陽貨       | Yang Huo                            | Functionaris uit de familie Ji (季), een belangrijke familie in Lu.                                    |
| 18. | Wei Zi, 衛子         | de 'burggraaf' van Wei              | Oudere broer van Zhou (紂), de verdorven laatste koning van de Shang-dynastie.                         |
| 19. | Zizhang, 子張        | Zizhang                             | Leerling van Confucius.                                                                                |
| 20. | Yao Yue, 堯曰        | Yao sprak                           | Yao was een van de Vijf Oerkeizers.                                                                    |

## Inhoud
Het boek bevat de kern van het gedachtegoed van Confucius. Die zijn weergegeven in de vorm van een verzameling uitspraken, dialogen en anekdotes. Centraal staan de begrippen 'menselijkheid' (ren, 仁) en 'juist gedrag' (yi, 義), twee eigenschappen die iedere 'voorbeeldige persoon' (junzi, 君子) diende aan te leren. Verder komt uit het werk een beeld van het dagelijks leven van Confucius tevoorschijn en laat het zien hoe hij zich gedroeg tegenover zijn leerlingen.

## Vertalingen
Er bestaan vele vertalingen van de Gesprekken van Confucius;de eerste Nederlandse versie was die van Pieter van  Hoorn (Batavia 1675) -- dit was tegelijkertijd de eerste Europese vertaling in druk. De meeste versies zijn vertalingen van vertalingen. Onderstaande werken zijn direct vertaald uit het Chinees:
- Schipper, Kristofer, Confucius. De gesprekken, gevolgd door Het leven van Confucius door Sima Qian (ca. 145-86 v.Chr.), vertaald vanuit uit het Chinees en toegelicht, Amsterdam (Uitgeverij Augustus) 2014, ISBN 978-90-457-0485-2.
- Waley, Arthur David, The Analects of Confucius / transl. and annot. by Arthur Waley, Londen (Allen & Unwin) 1938, ISBN 0-04-181002-3

Herdruk: London (Unwin Hyman) 1988, ISBN 0-04-440223-6
- Nederlandse vertaling: De gesprekken van Confucius (Loen-ju) / volgens de vertaling van Arthur Waley in het Nederlandsch overgebracht door W.A. Fick-Lugten, met een voorwoord door Jan Poortenaar, Naarden (In den Toren) 1946.

- Lau, D.C. (Dim Cheuk), The Analects (Lun yü). Translated with an Introduction by D.C. Lau, Hong Kong (Chinese University Press) 1992, tweede druk (tweetalig), ISBN 962-201-527-1

Bevat behalve de vertaling en de Chinese tekst ook een uitvoerige inleiding, aangevuld met een uit de vroege bronnen gereconstrueerde biografie van Confucius en een bijlage over de leerlingen van Confucius.
(Oorspronkelijke druk: Harmondsworth (Penguin Books) 1979, ISBN 0-14-044348-7).
- Legge, James, 'Confucian Analects, The Great Learning, and the Doctrine of the Mean' in: The Chinese Classics with a Translation, Critical and Exegetical Notes, Prolegomena, and Copious Indexes, deel 1, London (Trübner & Co), 1861.

Herziene tweede druk Oxford (Clarendon Press) 1893.
Herdruk van deze tweede druk: New York (Dover Publications) 1971, ISBN 0-486-22746-4.
- Leys, Simon, Les entretiens de Confucius, 1987, ISBN 9782070710843.
- Leys, Simon, The Analects of Confucius, 1997, ISBN 9780393040197.
- Brooks, Ernest Bruce en A. Taeko Brooks, The Original Analects. Sayings of Confucius and his Successors / a new transl. [from the Chinese] and comment. by E. Bruce Brooks and A. Taeko Brooks, New York (Columbia University Press) 1998, (Reeks: 'Translations from the Asian Classics'), ISBN 0-231-10430-8

De auteurs proberen in dit boek elk hoofdstuk apart te dateren.
- Ames, Roger T. en Henry Rosemont Jr., The Analects of Confucius. A Philosophical Translation, New York (Ballantine) 1998, (Reeks: 'Classics of Ancient China'), ISBN 0-345-40154-9 (hbk), ISBN 0-345-43407-2 (pbk)

Een nieuwe vertaling gebaseerd op de Dingzhou fragmenten en andere recente archeologische vondsten.
- Slingerland , Edward Gilman, Confucius Analects. With Selections from Traditional Commentaries, Indianapolis (Hackett) 2003, ISBN 0-87220-636-X (geb.), ISBN 0-87220-635-1 (pbk).

Toegevoegd is de vertaling van een groot aantal commentaren.